# То со гади
„То со гади” је југословенски и словеначки филм из 1977. године, први пут приказан 27. јула 1979. године. Режирао га је Јоже Бевц који је написао и сценарио.

## Улоге
| Глумац               | Улога       |
| -------------------- | ----------- |
| Берт Сотлар          | Стари Штебе |
| Даре Валич           | Бине        |
| Мајда Потокар        | Рози        |
| Јоже Хорват          | Бране       |
| Милада Калезић       | Мери        |
| Борис Каваца         | Тони        |
| Радко Полич          | Борис       |
| Андреј Превц         | Јанез       |
| Богдан Шајовић       | Муки        |
| Мила Качић           | Мерклинка   |
| Ива Зупанчич         | Заларца     |
| Макс Бајц            | Мерклин     |
| Станислава Бонисегна | Фрања       |
| Андреј Курент        | Крамар      |
| Аленка Светел        | Новакова    |
| Саша Миклавц         | Новак       |
| Аља Ткачева          | Млакарјева  |
| Матјаж Турк          | Прометник   |
| Мајда Грбац          | Учитељица   |
| Антон Петје          | Миличник    |

Остале улоге  ▼
| Глумац          | Улога              |
| --------------- | ------------------ |
| Даре Улага      | Путник             |
| Јанез Албрехт   | Корл               |
| Јана Осојник    | Господиња          |
| Макс Фуријан    | Приможич           |
| Санди Павлин    | Помоћник           |
| Душан Скедл     |                    |
| Иво Баришић     |                    |
| Бојан Марошевић |                    |
| Франц Марковчич |                    |
| Татјана Пугељ   |                    |
| Сузана Јеклич   | Тина               |
| Мајолка Сукље   | Путница у аутобусу |
| Ленча Ференчак  |                    |
| Деметер Битенц  | Бриновец           |
| Манца Кошир     | Когојева           |
| Јанез Премру    | Фурлан             |
| Мојца Kаваца    | Нурсе              |